# Glenea fasolii
Glenea fasolii là một loài bọ cánh cứng trong họ Cerambycidae.